# Zvi Tau
Zvi Yisrael Thau (en hébreu : צבי ישראל טאו), né le 1er janvier 1938, est un rabbin sioniste religieux, disciple du rabbin Zvi Yehouda Kook, et cofondateur et président de la Yechiva Har Hamor  à Jérusalem.

## Biographie
Hans (Zvi Yisrael) Thau est né à Vienne. En 1938, la famille immigre aux Pays-Bas et se cache des nazis à Hilversum jusqu'en 1945.
Après la guerre, Thau étudie dans une école publique, où il s'initie à la philosophie. À l'âge de 17 ans, après le décès de sa mère, il a immigré en Israël.
Après avoir fait sa alyah, Thau a étudié à la Yechivat HaDarom chez le rabbin Yehuda Amital. Il raconte que le rabbin Amital l'a introduit dans le monde de la Torah et dans les enseignements du rabbin Abraham Isaac Kook. L'année suivante, le rabbin Amital l'envoie étudier à la Yechiva Merkaz Harav à Jérusalem, chez le rabbin Zvi Yehouda Kook.
La première épouse de Thau, Chana, été une pionnière de l’étude de la Torah pour les femmes de la communauté orthodoxe. Elle est décédée en 2004. En 2008 Thau a épousé Batya Cohen, fondatrice et directrice clinique d'une clinique externe traitant les souffrant de troubles de l'alimentation.
La sœur aînée de Thau, Dr Gerda Elata-Alster, est ancienne professeure de littérature comparée à l'Université Ben Gourion. Sa deuxième sœur, Dr Eveline Goodman-Thau, est professeur d'histoire religieuse et intellectuelle juive, et a servi un an comme rabbin libéral à Vienne.

## Carrière rabbinique
À partir des années 1960, Thau occupe une position d'influence à la Yechiva Mercaz HaRav. Il est considéré par beaucoup comme le principal disciple du rabbin Zvi Yehuda Kook, doyen du Mercaz HaRav.
En 1997, Thau s’est opposé à l’introduction d’un cadre académique – projet d’intégration d’un institut d’enseignement – au sein du Mercaz HaRav. En conséquence, lui, avec six professeurs principaux et de nombreux étudiants, a quitté la yechiva et a créé la Yechiva Har Hamor. Bien qu'il ne soit pas impliqué dans la gestion quotidienne de Har Hamor, Thau est l'autorité ultime en matière de questions idéologiques.

## Opinions
Thau s'oppose à l'approche « La Bible au niveau des yeux », qui interprète les récits et les personnalités bibliques comme des situations réelles et des personnages réels.
En ce qui concerne les soldats religieux ayant reçu l'ordre d'évacuer une colonie juive, dans le contexte du Plan de désengagement de la bande de Gaza, il a jugé qu'un refus explicite était hors de question, mais que les soldats devraient faire comprendre à leurs commandants qu'ils "étaient incapables" d'exécuter un tel ordre.
Thau est le leader idéologique du parti Noam, un parti sioniste religieux d'extrême droite en Israël dont l'enjeu clé est la promotion d'une politique hétéronormative, anti-LGBTQ et traditionaliste.

## Œuvres publiées
Livres basés sur des cours qu'il a enseignés :
- Le-Emunat Iteinu – 13 volumes de conférences sur la foi et la rédemption
- Tsadik Be-Emunato Yichye – sur l'étude de la Torah
- Solu Hamesila – sur la lutte pour la Terre d'Israël
- Neshama Le-Am Aleha – conférences données lors du désengagement israélien de Gaza en 2005
- Nosei Alumotav – sur la valeur de l'agriculture
- Tzedakah Teromem Goy – sur la valeur de la mitsva de la charité
- Hesed uMishpat Ashira – concernant l'amour de Dieu et l'acceptation de la souffrance avec amour
- Sur la manière de faire face au postmodernisme et de se libérer de ses entraves - le postmodernisme, qui se répand de plus en plus dans la culture humaine, les manières d'y faire face et le devoir de le combattre.

## Accusations d'abus sexuels et conspiration
En 2022, une femme de 38 ans a déclaré que Thau l'avait agressée à plusieurs reprises pendant de nombreuses années, dès qu'elle était mineure. Lorsque ses affirmations sont devenues publiques, une deuxième femme s’est manifestée pour parler à la police et aux médias d’une agression présumée survenue 40 ans auparavant. À la suite de ce dernier témoignage, plusieurs personnalités religieuses éminentes, dont David Stav et Yuval Charlo, ont demandé une enquête approfondie sur ces allégations. Ces appels soulignaient à la fois la nécessité que les femmes soient entendues et que Thau soit présumé innocent dans l'attente de l'enquête. En janvier 2023, après l'ouverture de l'enquête, la première femme accuse Thau d'être non pas juif mais nazi, descendant de Mengele. En Juin 2023 la police a terminé l'enquête, et les éléments ont été transmis aux procureurs du district.